# Rudolph von Geusau
Rudolph von Geusau (* vor 1778; † 1838) war ein preußischer Major und Abgeordneter des Provinziallandtags der Provinz Sachsen.

## Leben
Er stammte aus dem thüringischen Adelsgeschlecht Geusau und war der Sohn und Erbe des im Jahre 1778 verstorbenen Georg von Geusau auf Farnstädt. Wie viele Mitglieder seiner Familie schlug auch er eine Militärlaufbahn ein und wurde zunächst Leutnant in Halle (Saale). Später stieg er zum Major in der preußischen Armee auf.
Im Jahre 1829 wurde Rudolph von Geusau als Abgeordneter in den Landtag der preußischen Provinz Sachsen gewählt. Sein Wahlkreis, den er im Stand der Ritterschaft vertrat, war der Alt-Querfurter Kreis im Thüringischen Bezirk. Seine Stellvertreter waren der Hauptmann a. D. Krug von Nidda zu Sangerhausen sowie der preußische Kriegsrat und Rittmeister a. D. von Trebra zu Braunsroda im Kreis Eckartsberga. Rudolph von Geusau gehörte ab 1833 auch der vierten Wahlperiode des Landtags der preußischen Provinz Sachsen in Merseburg an.
Als am 27. Oktober 1832 der Rittergutsbesitzer Carl von Geusau kinderlos verstarb, erhielt er als nächster Mitbelehnter Lehnsansprüche auf die von diesem hinterlassenen Rittergüter Ober- und Unterfarnstädt, die er geltend machte.
Rudolph von Geusau war Hobbyarchäologe und ließ im Jahre 1825 mehrere Grabhügel in der Umgebung von Farnstädt öffnen und untersuchen. Weitläufig verkehrte Rudolph von Geusau auch mit Johann Wolfgang von Goethe, der ihn beispielsweise im Jahre 1827 in seinen Tagebüchern nannte.
Um 1820 ließ er sich von Franz Krüger porträtieren.

## Familie
Verheiratet war Rudolph von Geusau mit einer Tochter der weitverzweigten Familie von Heynitz auf Dröschkau.